# Knaggrocka
Knaggrocka (Raja clavata) är den vanligaste rockan i Europas hav. Den hittas bland annat på Västkustens grundare bottnar i Sverige. 
Denna broskfisk känns igen på sin gulaktiga färg med ljusa fläckar omgivna av mörka ringar. Nosen är rät eller trubbvinklig (till skillnad från klorocka), och på ovansidan har den stora taggar. Undersidan är sträv.
Liksom andra broskfiskar har den munnen på undersidan (där även gälarna sitter) och ett skelett uppbyggt av brosk.